# Andrej Plávka
Andrej Plávka (Liptovská Sielnica, 18 novembre 1907 – Bratislava, 11 luglio 1982) è stato un poeta, scrittore e politico slovacco.

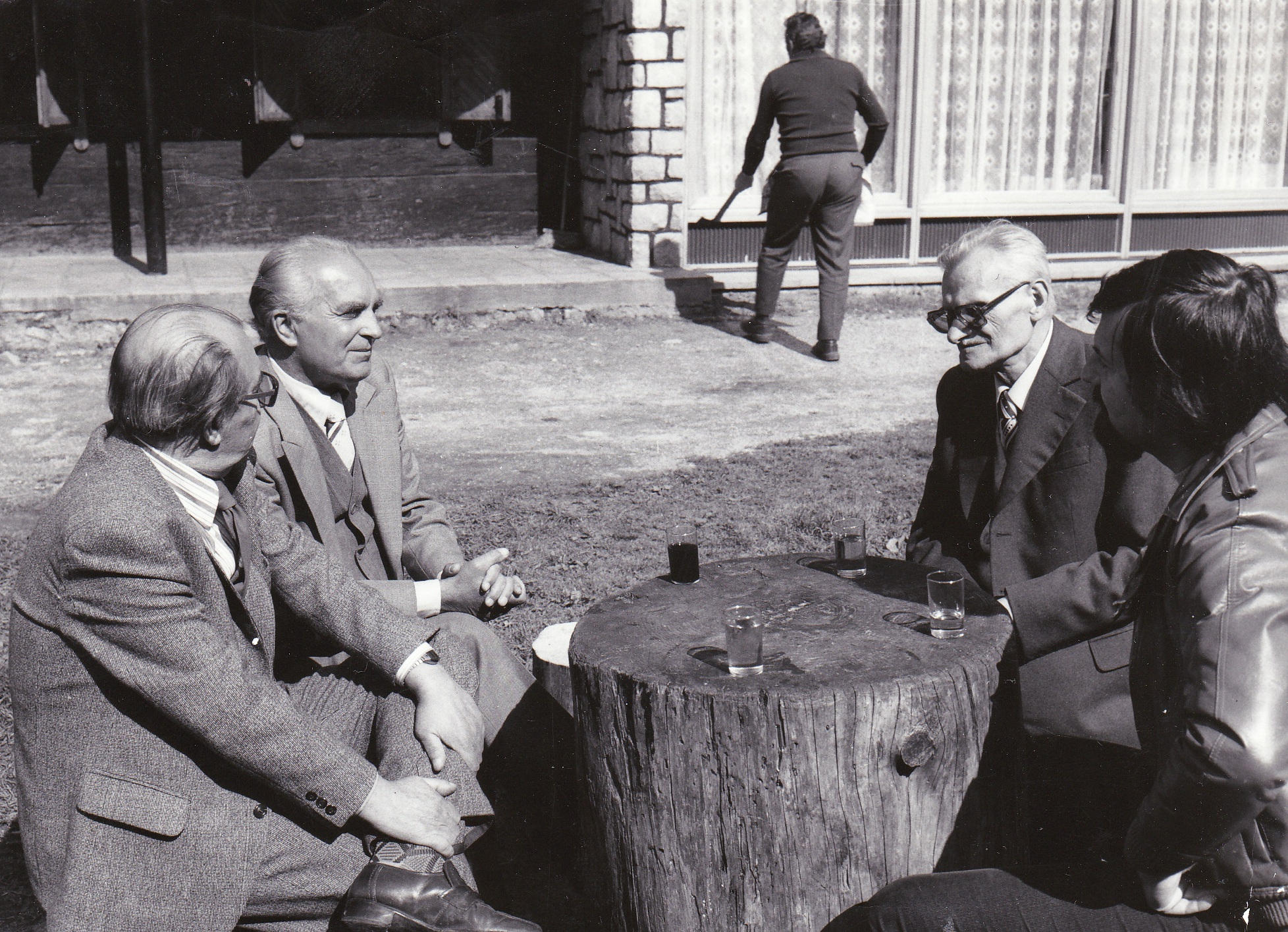
Il comitato della Matica slovenská in una gita sulla Kantorská dolina (da sinistra Vladimír Reisel, Pavol Paška, Andrej Plávka e Štefan Haviar).

Adottò gli pseudonimi di Martin Podhorský, Plávka-Podhorský, Podhorský, Vladimír Veselý, Vl. Veselý e altri.

## Biografia
Era figlio del pellaio Ondrej Plávka e di sua moglie Viktória, nata Dlugolinská.
Frequentò le scuole a Liptovská Sielnica e a Liptovský Mikuláš; in seguito si iscrisse alla facoltà di giurisprudenza dell'Università Carolina di Praga, dove fece parte del circolo Detvan, ma non terminò gli studi. 
Dal 1931 al 1945 fu impiegato nell'organizzazione della gioventù cristiana YMCA, dal 1939 al 1945 fu direttore della Sezione per l'assistenza sociale e culturale di Banská Bystrica. All'epoca dell'Insurrezione nazionale slovacca fu direttore della commissione sociale dei comitati rivoluzionari nazionali, con sede a Banská Bystrica. Insieme con Alexander Matuška fu autore dell'appello alla nazione lanciato dalla Radio della Slovacchia libera di Banská Bystrica, organizzatore e collaboratore della stessa radio, autore del Manifesto progressista degli scrittori slovacchi. 
Nel 1945 e nel 1946 fu viceministro dell'informazione, negli anni 1946 e 1947 fu segretario del Fronte nazionale, la coalizione di partiti, dominata dai comunisti, che era al potere in Cecoslovacchia; inoltre fino al 1949 lavorò anche nell'ufficio del Consiglio dei ministri   (Zbor povereníkov). 
Dal 1949 al 1968 fu direttore della casa editrice "Tatran". Dal 1957 al 1963 fu anche segretario dell'Unione degli scrittori slovacchi  e dal 1958 al 1966 membro del Comitato centrale del Partito comunista slovacco e anche membro del Comitato centrale del Fronte nazionale della Repubblica Socialista Slovacca. Dal 1963 al 1965 si dedicò esclusivamente all'attività letteraria e fu presidente dell'Unione degli scrittori slovacchi dal 1969 al 1982.
Fu sepolto nel cimitero di Slávičie údolie a Bratislava.

## Attività
Il suo primo lavoro poetico uscì nel 1922 sul giornale Nový rod e successivamente pubblicò le sue poesie anche su altri giornali come Mladé Slovensko, Svojeť, Mladé prúdy, Elán, Slovenské smery, Kultúrny život, Slovenské pohľady, Nové slovo, sul settimanale di Liptovský Mikuláš Republikán e altri. 
Il suo primo libro vide la luce nel 1928: si trattava della raccolta di poesie Z noci i rána ("Dalla notte e dal mattino"). Nella sua produzione si ispirò soprattutto alle precedenti generazioni della letteratura slovacca, come la cerchia di Ľudovít Štúr (štúrovci), ma soprattutto a Pavol Országh Hviezdoslav, sebbene si dedicasse anche alle moderne tendenze artistiche, il poetismo e il surrealismo slovacco (nadrealizmus). Le sue opere furono tradotte in diverse lingue straniere: russo, ucraino, ungherese, tedesco, inglese, francese e ceco.

## Riconoscimenti
- 1946 – Ordine dell'Insurrezione Nazionale Slovacca di I classe
- 1957 – Titolo di artista meritevole
- 1959 e 1972 – premio statale Klement Gottwald
- 1967 – Ordine del lavoro
- 1971 – Titolo di artista nazionale
- 1975 – Ordine di Cirillo e Metodio (Bulgaria)
- 1977 – Ordine del Febbraio Vittorioso
- 1977 – Ordine dell'Amicizia tra i popoli (Unione Sovietica)
- 1980 – medaglia del Consiglio mondiale per la pace

## Opere

### Poesia
- 1928 – Z noci i rána ("Dalla notte e dal mattino")
- 1940 – Vietor nad cestou ("Vento sulla strada")
- 1942 – Tri prúty Liptova ("Tre canne di Liptov")
- 1947 – Ohne na horách ("Fuochi sui monti")
- 1950 – Zelená ratolesť ("Il ramo verde")
- 1954 – Tri vody ("Tre acque")
- 1953 – Domovina moja ("La mia patria")
- 1955 – Sláva života ("La gloria della vita")
- 1957 – Liptovská píšťala ("Il piffero di Liptov")
- 1958 – Kosodrevie ("Alberi nani")
- 1960 – Vyznanie ("Confessione")
- 1961 – Palmy a limby ("Palme e pini")
- 1963 – Zrelosť ("Maturità")
- 1965 – Korene ("Radici")
- 1967 – Zbohom, lásky moje ("Addio, miei amori")
- 1972 – Testament ("Testamento")
- 1974 – Neumrel na koni ("Non morto a cavallo")

### Prosa
- 1934 – Jeden z nás ("Uno di noi")
- 1941 – Obrátenie Pavla ("La conversione di Paolo")
- 1949 – Návrat Patra Hugáňa ("Il ritorno di padre Hugáň")
- 1952 – Siedmi ("I sette")
- 1952 – V krajine šťastných ľudí ("Nel paese della gente felice")
- 1954 – Rumunská jar ("Primavera romena")
- 1957 – Pán Miklóš a iné poviedky ("Il signor Miklóš e altri racconti")
- 1971 – Smädný milenec ("L'amante assetato")
- 1976 – Plná čaša ("Il calice pieno")
- 1979 – Rodné listy ("Atti di nascita")
- Nedožili jari ("Primavere che non sono arrivate"), frammento pubblicato su Slovenské smery
- Krvavé mračná ("Nuvole sanguigne"), pubblicato sul giornale A-Zet
- Studená zem ("La terra fredda"), manoscritto

### Per l'infanzia
- 1965 – Sto dolín, sto vŕškov ("Cento valli, cento colline")

### Antologie
- 1968 – Miloval som ťa ("Ti ho amato")
- 1972 – Všade ťa vidím ("Ti vedo dappertutto")
- 1972 – 1974 – Vybrané spisy I – III ("Scritti scelti", 3 voll.)

### Bibliofilia
- 1977 – Post scriptum